# Plexippoides discifer
Plexippoides discifer är en spindelart som först beskrevs av Schenkel 1953.  Plexippoides discifer ingår i släktet Plexippoides och familjen hoppspindlar. Inga underarter finns listade i Catalogue of Life.